# Affaire des écoutes téléphoniques en Grèce (2004-2005)
Pour les articles homonymes, voir Affaire des écoutes.
L'affaire des écoutes téléphoniques en Grèce (en grec moderne : Σκάνδαλο τηλεφωνικών υποκλοπών στην Ελλάδα/ Skándalo tilefonikón ipoklopón stin Elláda), également appelée le Watergate grec, ou le Watergrec, désigne des écoutes clandestines de plus de 100 téléphones portables, sur le réseau de Vodafone Greece (en), appartenant, pour la plupart, à des membres du gouvernement grec et à des fonctionnaires de haut rang. Les écoutes commencent vers le début du mois d'août 2004 et sont supprimées en mars 2005 sans que l'identité des coupables ne soit découverte. 
Les téléphones mis sur écoute comprennent ceux du Premier ministre Kóstas Karamanlís et des membres de sa famille, du maire d'Athènes, Dóra Bakoyánni, de la plupart des téléphones des hauts fonctionnaires du ministère de la défense, du ministère des affaires étrangères, du ministère de l'ordre public, des membres du parti au pouvoir, des membres de rang du parti d'opposition, le Mouvement socialiste panhellénique (PASOK), de l'état-major de la marine grecque, de l'ancien ministre de la défense et d'un téléphone d'un employé gréco-américain, de l'ambassade américaine, recruté localement. Les téléphones des hommes d'affaires arabes, basés à Athènes, ont également été mis sur écoute. 
Les médias étrangers et grecs ont évoqué les agences de renseignement des États-Unis comme principaux suspects,.  L'Agence France-Presse rapporte qu'un fonctionnaire grec a déclaré, sur la base d'un dossier, que l'infiltration initiale, probable, s'est produite pendant la période précédant les Jeux olympiques d'Athènes de 2004, déclarant « Il est évident que les écoutes ont été organisées par des agences de renseignement étrangères, pour des raisons de sécurité liées aux Jeux Olympiques de 2004 ».
Le chef de l'opposition socialiste du PASOK, Giórgos Papandréou, déclare que le gouvernement grec lui-même a désigné les États-Unis comme responsables des écoutes en abandonnant la zone de portée d'écoute, dans laquelle l'ambassade américaine était incluse.
En 2015, après une enquête de dix ans, les enquêteurs grecs ont trouvé des preuves concluantes reliant les écoutes téléphoniques à l'ambassade des États-Unis, à Athènes. À la suite de cette enquête, les autorités grecques ont émis un mandat d'arrêt contre un certain William George Basil, un agent de la NSA, issu de l'immigration grecque.

## Exploitation du réseau de Vodafone

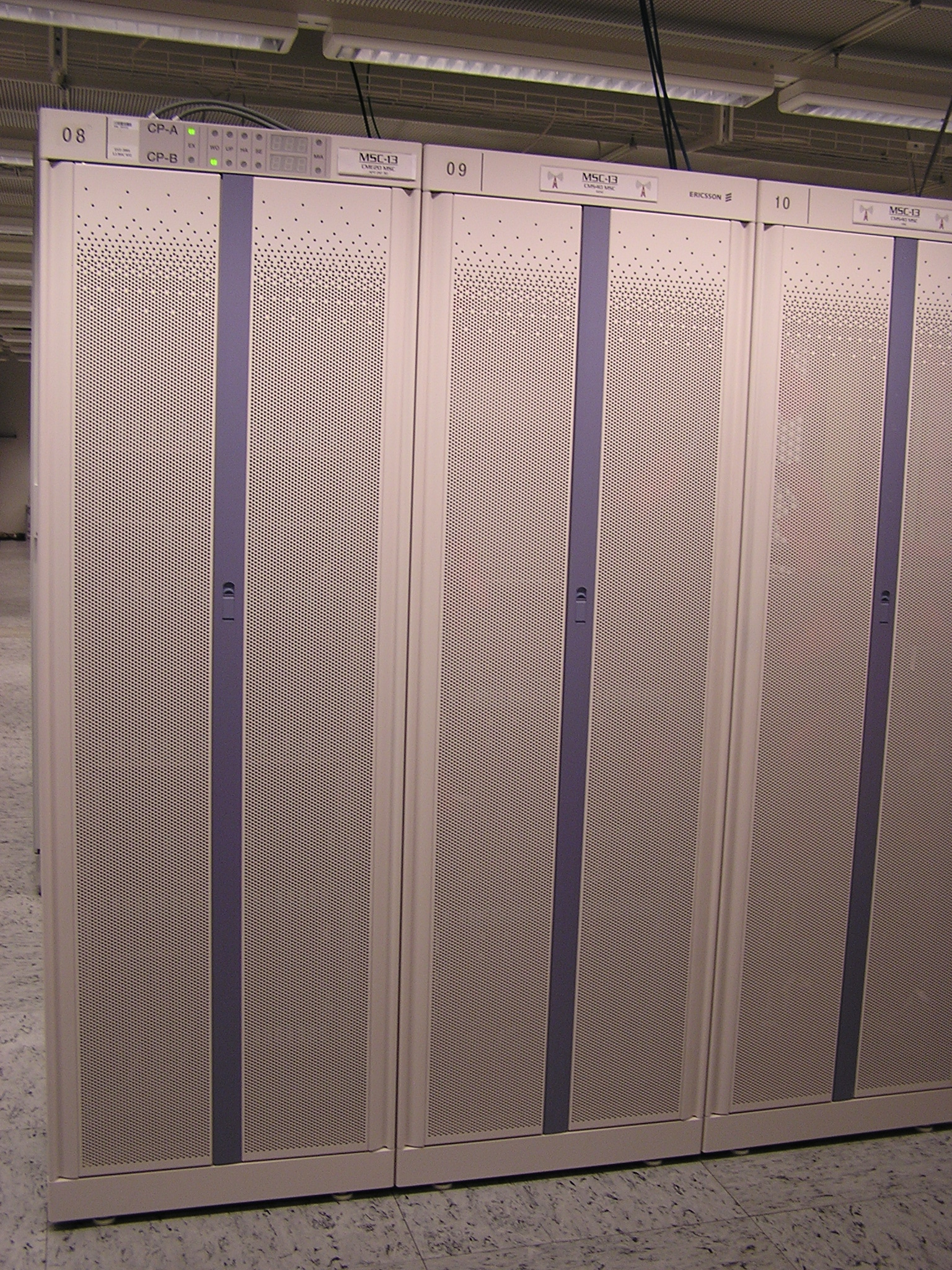
.

Les commutateurs Ericsson utilisés par Vodafone Greece ont été compromis et un logiciel non autorisé installé, qui utilisait des modules d'écoute légitimes, connus sous le nom d'« interception légale », tout en contournant la surveillance et la journalisation normales qui auraient lieu lorsqu'une écoute légale est mise en place. Il est finalement découvert que ce logiciel était installé sur quatre des centraux téléphoniques Ericsson AXE (en) de Vodafone.
Dans les réseaux modernes de télécommunications mobiles, les écoutes légales, appelées interceptions légales (en), sont effectuées au niveau du commutateur. Les centraux téléphoniques Ericsson AXE prennent en charge les interceptions légales via le sous-système d'équipement de contrôle à distance (RES), qui effectue la mise sur écoute, et le système de gestion des interceptions (IMS), logiciel utilisé pour lancer l'ajout de la mise sur écoute à la base de données RES. Dans un système d'interception légal, pleinement opérationnel, le RES et l'IMS créent tous deux des journaux de tous les numéros surveillés, permettant aux administrateurs système d'effectuer des audits afin de trouver les écoutes non autorisées.
Pour réussir à mettre sur écoute des numéros de téléphone sans qu'ils ne soient détectés, comme l'ont fait les intrus, il a fallu un ensemble de circonstances particulières. Le RES devait être actif sur le central, mais l'IMS devait être inutilisé. Au moment des écoutes illégales, Vodafone n'avait pas encore acheté les options d'interception légales, ce qui signifie que l'IMS n'était pas présent sur leurs systèmes.
Cependant, une mise à jour antérieure du logiciel d'échange avait inclus le RES. En outre, les intrus devaient continuer à avoir accès au logiciel d'échange pour changer les numéros sur écoute, sans alerter les administrateurs du système que l'échange avait été modifié. Normalement, toutes les modifications apportées au logiciel d'échange doivent être enregistrées. Pour contourner ce problème, les intrus ont installé un rootkit, c'est-à-dire un outil de dissimulation d'activité, sur le central, un logiciel qui modifie le logiciel du central à la volée pour masquer toutes les modifications et, en cas d'audit, pour faire apparaître le central comme s'il n'avait pas été touché. 
Lorsque l'un des téléphones sur écoute a passé ou reçu un appel, le central, ou le commutateur, envoie une copie de la conversation à l'un des quatorze téléphones portables prépayés anonymes. Comme ces téléphones ne sont pas associés à un contrat, il est très difficile de retrouver les coordonnées de leurs propriétaires. Environ la moitié des téléphones interceptés ont été activés entre juin et août 2004. Les stations de base qui desservaient ces téléphones se trouvaient dans une zone proche du centre d'Athènes. 

## Découverte d'écoutes illégales
Le 24 janvier 2005, une mise à jour intrusive du logiciel d'échange entraîne l'absence d'envoi de SMS aux clients. Vodafone Greece envoie des copies de micrologiciels des centraux concernés à Ericsson pour analyse. Le 4 mars 2005, Ericsson localise le code malveillant, soit 6 500 lignes de code écrites dans le langage de programmation PLEX (en), utilisé par les commutateurs AXE d'Ericsson. L'écriture d'un code aussi sophistiqué, dans un langage très ésotérique, a nécessité un haut niveau d'expertise. Une grande partie du développement du logiciel d'Ericsson pour AXE avait été réalisée par une société basée à Athènes, Intracom Telecom, de sorte que les compétences nécessaires pour écrire le logiciel malhonnête étaient probablement disponibles en Grèce.
Le 7 mars 2005, Ericsson notifie à Vodafone l'existence d'écoutes téléphoniques et de logiciels malveillants dans leurs systèmes. Le lendemain, le directeur général de la filiale grecque de Vodafone, George Koronias, demande que le logiciel soit retiré et désactivé. Comme le logiciel malveillant est retiré avant que les forces de l'ordre n'aient eu l'occasion d'enquêter, les auteurs ont probablement été avertis que leur logiciel avait été trouvé et ont eu amplement l'occasion d'éteindre les téléphones fantômes pour éviter d'être détectés. Selon le chef des services de renseignements grecs, Ioannis Korantis : « À partir du moment où le logiciel a été arrêté, le fil s'est rompu, ce qui aurait pu nous mener à celui qui était derrière tout ça ».
Le 9 mars, le responsable de la planification du réseau de Vodafone Grèce, Kostas Tsalikidis (en), est retrouvé mort dans un suicide apparent. Selon plusieurs experts interrogés par la presse grecque, Tsalikidis est un témoin clé dans l'enquête sur la responsabilité des écoutes téléphoniques. Sa famille et ses amis pensent qu'il y a de fortes raisons de penser qu'il est la première personne à avoir découvert qu'un logiciel très sophistiqué avait été secrètement inséré dans le réseau Vodafone. Tsalikidis avait prévu depuis un certain temps de quitter son emploi à Vodafone mais a dit à sa fiancée, peu de temps avant sa mort, que c'était devenu « une question de vie ou de mort » qu'il parte, dit l'avocat de la famille, Themis Sofos. Il est supposé que soit il s'est suicidé parce qu'il était impliqué dans l'écoute des téléphones, soit il a été assassiné parce qu'il avait découvert, ou était sur le point de découvrir, qui étaient les auteurs. Après une enquête de quatre mois, sur sa mort, le procureur de la Cour suprême, Dimitris Linos, déclare que la mort de Tsalikidis est directement liée au scandale. « S'il n'y avait pas eu les écoutes téléphoniques, il n'y aurait pas eu de suicide », déclare-t-il.
En novembre 2007, des articles de presse en Grèce citent l'avocat de la famille Tsalikidis, Themistokles Sofos, qui déclare avoir entamé une action en justice contre Vodafone, « le soupçonnant d'avoir été empoisonné ».
Le 10 mars, Koronias demande à rencontrer le Premier ministre Kóstas Karamanlís pour discuter des questions de sécurité nationale. Le même jour, à 20 heures, il présente les faits au ministre de l'ordre public et au chef de cabinet du Premier ministre, et le lendemain, il les présente au Premier ministre.
Une enquête judiciaire préliminaire est menée, qui, en raison de la complexité de l'affaire, dure jusqu'au 1er février 2006. L'enquête préliminaire ne permet pas d'identifier les personnes liées à l'affaire. 
L'enquête est entravée par le fait que Vodafone a désactivé le système d'interception, et donc que la localisation des téléphones d'interception n'est plus possible (les téléphones étaient apparemment éteints), et que Vodafone avait incorrectement purgé tous les journaux d'accès. La police a rassemblé et interrogé comme suspects les personnes qui ont appelé les téléphones de surveillance, mais tous les appelants ont affirmé qu'ils avaient appelé ces téléphones parce que leur numéro avait été utilisé auparavant par une autre personne.
Ericsson a vérifié ses équipements sur d'autres marchés dans le monde entier et n'a pas trouvé les logiciels illégaux installés ailleurs. Le porte-parole de Vodafone, Ben Padovan, a déclaré : « Pour autant qu'Ericsson le sache, il s'agit d'un incident unique. Nous n'avons jamais rien découvert de tel, ni avant ni après ». 

## Retombées
L'enquête sur cette affaire a aussi été entravée lorsque les forces de l'ordre grecques ont commencé à porter des accusations à la fois contre Vodafone et Ericsson, ce qui a obligé les experts à se mettre sur la défensive.
Un récent appel du principal parti d'opposition, le PASOK, à former une commission parlementaire d'enquête est rejeté par le parti au pouvoir.
En décembre 2006, Vodafone Greece est condamné à une amende de 76 millions d'euros par l'Autorité de protection de la vie privée des communications, un groupe grec de surveillance de la vie privée, pour l'écoute illégale de 106 téléphones portables. L'amende est calculée à 500 000 euros pour chaque téléphone mis sur écoute, ainsi qu'une amende de 15 millions d'euros pour entrave à leur enquête.
Le 19 octobre 2007, Vodafone Greece est de nouveau condamné à une amende de 19 millions d'euros par l'EETT, l'autorité nationale de régulation des télécommunications, pour violation présumée des règles de protection de la vie privée.
En septembre 2011, de nouveaux éléments de preuve apparaissent indiquant que l'ambassade des États-Unis, à Athènes, est à l'origine des interceptions téléphoniques. La principale preuve de complicité est que sur les 14 téléphones portables prépayés anonymes utilisés pour l'interception, trois ont été achetés par la même personne en même temps qu'un quatrième.
Le quatrième téléphone a appelé des téléphones mobiles et des lignes fixes enregistrés auprès de l'ambassade des États-Unis à Athènes. Avec une carte sim enregistrée auprès de l'ambassade américaine, il a également appelé deux numéros de téléphone à Ellicott City et Catonsville dans le Maryland, deux communautés de la NSA. Une enquête criminelle est lancée et en février 2015, les enquêteurs grecs ont finalement pu identifier un suspect, William George Basil, un agent de la NSA, issu de l'immigration grecque. Les autorités grecques ont émis un mandat d'arrêt contre Basil, qui se cache depuis.